# 深海
1. 表層（epipelagic）
2. 中深層（mesopelagic）
3. 漸深層（bathypelagic）
4. 深海層（abyssopelagic）
5. 超深海層（hadal zone / hadopelagic）

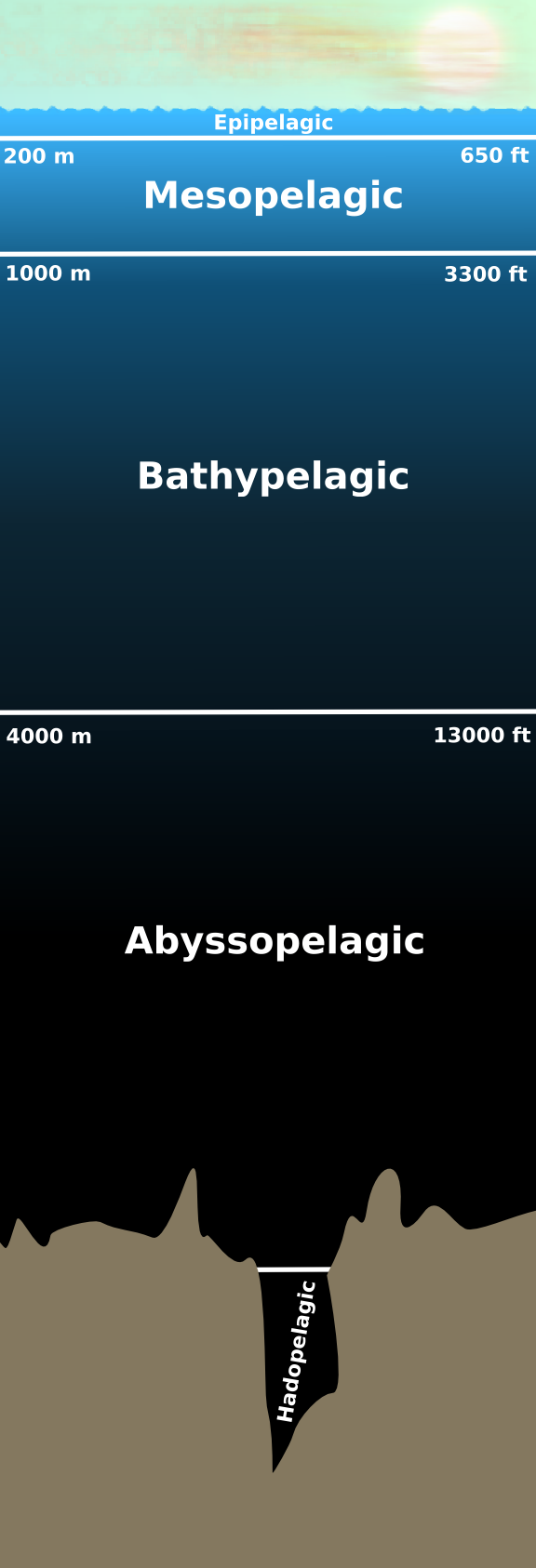
海の垂直区分。

深海（しんかい）とは、明確な定義はないが、一般的には200m以深の海域帯を指す。
深海には光合成に必要な太陽光が届かないため、表層とは環境や生態系が大きく異なる。高水圧・低水温・暗黒などの過酷な環境条件に適応するため、生物は独自の進化を遂げており、表層の生物からは想像できないほど特異な形態・生態を持つものも存在する。また、水温や密度の相異のため、表層と深海の海水は混合せず、ほぼ独立した海水循環システムが存在する。
地球の海の平均水深は 3,729メートルであり、深海は海面面積の約80%を占める。21世紀の現在でも大水圧に阻まれて深海探査は容易でなく、大深度潜水が可能な有人や無人の潜水艇や探査船を保有する国は数少ないなどから、深海のほとんどは未踏の領域である。

## 深海の構造
深海とは水深200メートルより深い海の部分を指す。これは必ずしも厳密な定義ではなく、これ以外の用法も存在するが、おおよその場合にこのように扱われている。普通はこれより浅い海の部分を表層（epipelagic）という。
これは特に生物に基づいての判断であり、この深さまでは太陽光によって植物（プランクトン）が光合成可能であることをその大きな理由としている。この深さでは可視光線はほぼ遮断され、暗黒の世界となる。ただし厳密な測定ではより深くまで通る光はあり、その深さは1,000メートルに達する。そのため200 - 1,000メートルを弱光層、それ以深を無光層と呼ぶ例もある。
深海は深度によって次のように区分され、この区分は漂泳区分帯と呼ばれる。区分者により数値が異なることがある。また、深海層を含めない場合もある。
- 中深層 200 - 1,000メートル
- 漸深層 1,000 - 3,000メートル
- 上部漸深層 1,000 - 1,500メートル
- 下部漸深層 1,500 - 3,000メートル
- 深海層 3,000 - 6,000メートル
- 超深海層 6,000メートル以深

## 深海帯
水深4,000 - 6,000メートルには地球の表面積のほぼ半分を占める広大な深海底が存在し、ここまでを深海帯としている。これより深い超深海帯は海溝の深部のみが該当し、海全体に占める割合は2%に満たない。
世界最深地点は、西太平洋に位置するマリアナ海溝のチャレンジャー海淵で、海面下10,920±10メートルである。

## 特徴

### 水温

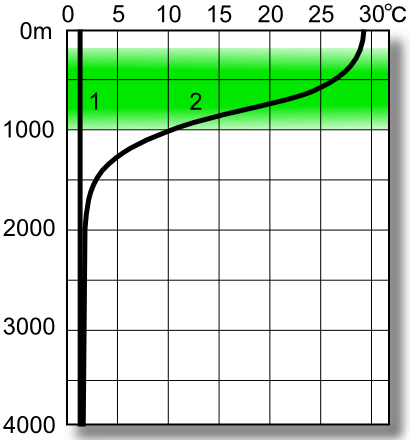
深海の海水温度
1. 高緯度海域、2. 低緯度海域。色のついた部分が水温躍層

上部漸深海帯では水温が急激に降下し、下部漸深海帯ではさらにゆるやかに下降する。深海帯では水温はほとんど変化せず、水深3,000メートル以深では水温は1.5℃程度で一定になる。
低緯度海域では水深200 - 1,000メートル付近で水温が急激に変化する水温躍層（thermocline）が存在し、中緯度海域では暑い時期だけ生まれる。高緯度海域では存在しない。
水深300メートル付近まで混合層と呼ばれる海水が上下に移動できる領域があり、ここでは低緯度海域の赤道直下では30℃付近、中緯度海域は10 - 20℃となり、高緯度海域は表層から深海まで2 - 3℃前後で一定となっている。低・中緯度の両海域では1,000メートルより深い深海は2 - 3℃前後となって一定となる。

### 水圧
水深が深くなればなるほど大きな水圧がかかることになり、有人潜水艇などの内部気圧を地上と同じに保つためには、10メートルごとに1気圧ずつ増える周囲の圧力に抗するだけの強度が求められる。深海生物はすでに体内の圧力が周囲の水圧と同じになっており、深海中では押しつぶされることはないが、逆に短時間で海上に引き上げられると体内に溶け込んでいたガスが膨張してしまう。

### 密度

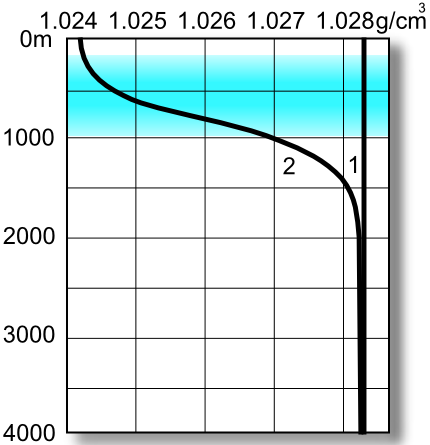
深海の海水密度
1. 高緯度海域、2. 低緯度海域。色のついた部分が密度躍層

海水は塩分をはじめさまざまな物質が溶け込んでおり、純水より密度は高く1.024 - 1.028 g/cm3程度になっている。海水密度は塩分濃度などとともに温度にも影響を受ける。密度も水温同様に緯度と深度で異なっており、低緯度海域では水深300 - 1,000メートル付近で密度が急激に変化する密度躍層（pycnocline）が存在し、中緯度海域では夏だけ生まれる。高緯度海域では存在しない。
水深300メートル付近まで混合層と呼ばれる海水が上下に移動できる領域があり、ここでは低緯度海域では1.024 g/cm3付近、高緯度海域は表層から深海まで1.028 g/cm3強で一定となっていて、中緯度海域は両者の中間となる。いずれの海域でも2,000メートルより深い深海は1.028 g/cm3強の一定となる。

### 塩分

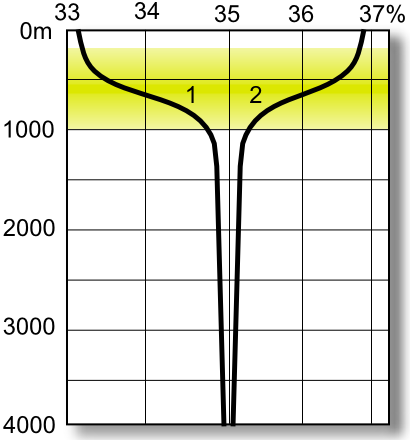
深海の塩分濃度
1. 高緯度海域、2. 低緯度海域。色のついた部分が塩分躍層

塩分濃度は緯度によって異なっており、表層近くでは3.3 - 3.7%といくぶん開きがあるが、深度が深くなると緯度に関係なく3.5%前後の一定値に近づいていく。北と南の回帰線付近がもっとも塩分濃度が高く、高緯度では薄くなり、特に北極では3.3%を下回るまで薄くなる。赤道付近では3.5%付近となる。水深300 - 1,000メートル付近で塩分濃度が急激に変化する塩分躍層がある。

## 太陽光と深海
光合成に必要な太陽光は深海には届かず、したがって植物プランクトンは深海には存在できない。しかし水深1,000メートル程度まではわずかながら日光が届いており、深海の生物はそれを感知できる大きな眼を持つものが多い。
赤い光は青い光より多く水分子に吸収されるため、10メートルより下では物がすべて青く見える。70メートルでは地上の0.1%の光しかなく、ヒトの目ではかなり暗くなる。200メートルではヒトでは色を感じられなくなり、灰色の世界になる。400メートルを限界にヒトの視覚では知覚できない世界になる。

## 海水の混合と分離
水深200メートルまでは海水が自由に混合するが、温度躍層を挟んで上下の海水は混合することはない。

## 深層水
深海には深層水と呼ばれる、表層とは異なった物理的・化学的特徴を持つ海水が分布する。表層と違い風の影響を受けないが、地球上の2か所（北大西洋のグリーンランド沖と南極海）で形成される深層水（北大西洋深層水と南極低層水）は熱塩循環によってゆっくりと世界中の海洋を移動している。
また、北太平洋には深度数百メートルに北太平洋中層水と呼ばれる海水が分布することがわかっている。

## 深層流
水深数千メートルの深海でも秒速数センチメートルの海水の流れがあり、深層流と呼ばれる。深層流と日本で飲用水として販売されている「深層水」とはまったく関係がない。深層流は地球規模の熱塩循環を構成している。核実験のときに生じたトリチウム（三重水素）という放射性同位元素を利用して、一度深海に潜り込んだ海水が再び表層まで湧き上がってくる時間を測定した結果、平均して2,000年程度掛かっていることがわかった。

## 生物
深海は大きな水圧と低い水温、さらに光のない暗黒の世界と生物にとっては過酷な環境である。光合成に利用可能な太陽光は水深数十メートル程度までしか届かない。
深海では、深海魚など表層とはまったく異なった形態や生態を持つ生物が多く生息するほか、ウミユリやシーラカンスなど以前は化石としてしか知られていなかった原始的な形態を持つ生物も生息している。しかし深海の生物は現代では意外と身近な存在でもある。サクラエビ、ヒゲナガエビ、ホッコクアカエビ（アマエビ）、タカアシガニ、ズワイガニ、タラ、キンメダイ、アコウダイ、メルルーサなど、漁具や冷凍・運搬技術の発達により、食用として流通するようになった深海生物は数えきれない。
微生物にとっても深海はやや苛酷な環境であり、深度の増加にともない数が減少する。光合成を糧とするシアノバクテリア類は早々にいなくなり、表層ではほとんど検出されない古細菌類の割合が増加する（1,000メートル以下で細菌類と古細菌類の検出数がほぼ等しくなる）。これらは培養に特殊な条件を必要とするものが多く、ほとんどが培養不可能種である。たとえばカイコウオオソコエビの住むマリアナ海溝から発見された Moritella yayanosii は、増殖に500 - 1,100気圧もの高い圧力を要求する。

### 酸素極小層
水深600 - 1,000メートル付近には溶存酸素量が極端に少ない酸素極小層（Oxygen Minimum Zone: OMZ）がある。これは上層から降下してくる有機物を細菌が分解するときに水中の溶存酸素を使うため、この深度では酸素が使い果たされてしまうのである。酸素極小層ではさすがに生物の姿もまばらになるが、ここを過ぎると溶存酸素量がわずかながら増え、生物の密度もわずかに上がる。

### 物質生産
深海では生物群集における生産者を欠くため、浅海での物質生産に大きく依存する。直接的利用と、間接的利用の2通りの方法がある。
直接的利用は深海生物が浅海に浮上して採餌を行うことで、ハダカイワシなど中深層に生息する多くの深海魚は、夜間により浅い水域に移動して採餌を行う。
間接的利用とは、浅海の生物の遺骸や排泄物がデトリタスなどの状態になって沈んでいき、深海生物の餌として利用されるものである。深海では水中に雪のように漂うマリンスノーが見られるが、これもその例である。また、まれにクジラの死体が深海底に沈み、多くの動物の餌となっていることも知られている（鯨骨生物群集）。

### 浅海との繋がり
前述のように、深海では基本的には生産者が欠如し、消費者と分解者のみからなる生態系が作られている。それを支えるエネルギーは、浅海での生産に依存している。
他方、浅海では光合成が行われるが、同時に無機窒素などの肥料分の消費も激しい。それらは消費者や分解者の活動で作られるが、その量が光合成量を規定する制限要因ともなっている。つまり慢性的に不足気味である。他方、深海では生産者が存在しないため、消費者・分解者ともに密度が低いとはいえ、肥料分は作られる一方である。ほとんどの場所で、これらの海水の間での大きな流れは存在しないが、一定の場所ではそのような海水が浅海に吹き上がるような流れを生じる。そのことを湧昇というが、そのような流れを生じる場所は、肥料分の多い海水が供給される場所となり、ほかの場所よりはるかに豊かな生物相を支えることができる。

### 化学合成生態系
深海での食物連鎖は、海の表層から降下してくる有機物のみに依存すると思われていたが、1970年代から各国で進められている深海探査により、浅海の生産物に頼らない独立した生態系が存在することが明らかになった。この生態系を化学合成生態系という。
海嶺や海底火山の周囲にある熱水噴出孔では、300℃以上もの熱水が噴き出している。その周囲には熱水中に含まれる硫化水素や水素をエネルギー源にして生存する化学合成細菌や古細菌が繁殖している。これらを体内に共生させるチューブワーム（ハオリムシ）やシロウリガイ、細菌を餌にするカイレイツノナシオハラエビ、さらにそれらの生物を餌にするイソギンチャク、シンカイコシオリエビ、ユノハナガニ、ゲンゲなどが世界各地の熱水噴出孔で次々と発見されている。
生物の生息密度は、ふつう沿岸から離れた深海ほど低くなるが、熱水噴出孔の周囲は高密度で生物が生息している。

## 深海探査
新たな水産資源や鉱物資源を深海に求める機運もあり、1970年ごろから各国が深海探査に乗り出すようになった。これまでに新種の生物やメタンハイドレート、マンガン団塊、コバルトクラスト、熱水鉱床などが次々と見つかっているが、まだまだ深海は未知の世界といえる。

### 深海探査船
各国の所有する主な深海探査船には次のようなものがある。
しんかい 6500

日本の所有する有人深海探査船は「しんかい2000」と「しんかい6500」である。「しんかい2000」は 2003年に引退し、現在は「しんかい6500」だけが稼動している。

「しんかい6500」はその名のとおり、水深6,500メートルまでの潜航が可能である。1990年完成。3名搭乗できるが、うち2名はパイロットで、オブザーバーと呼ばれる深海調査を行う学者は1名だけ搭乗できる。およそ秒速0.7メートルで潜水し、水深6,500メートルまで2時間ほどで到達する。一度の潜航時間は9時間程度である。2040年代に設計寿命を迎える。

かいこう

日本の所有する、直接の搭乗員はおらず母船とはケーブルでつながった状態で深海探査を行う無人深海探査機としては「かいこう」「UROV7K」「ディープ・トウ」「ハイパードルフィン」などがあり、もっとも深く潜航できるのが「かいこう」である。

2013年完成。「かいこう」はもともと、「ランチャー」という親機と「ビークル」という子機からなっていた。これら2つがつながった状態で水深7,000メートルまで潜航し、さらにビークルを分離することで、世界のどの探査機より深い水深11,000メートルまで潜航することができた。しかし2003年にケーブルが切れ、ビークルを失う事故が発生した。このため現在は別の無人探査機「UROV7K」を改造してビークルの代用に充てている。なお「UROV7K」の潜航深度が7,000メートルであるため、現在は「かいこう7000」として運用中である。7,000メートルであっても潜航深度としては現存する世界のどの探査機よりも深い。「かいこう」ランチャー自体は現在も11,000メートルまで潜航可能であるが、ランチャーには探査機能がない。

ゆめいるか

日本の所有する、自律型無線探査機である。ケーブル接続による操作を必要とせず、長時間航行し続けることができる。同じく自律型の「うらしま」は317キロの連続航行に成功した。「ゆめいるか」はおもに海底資源調査を行い、「じんべい」「おとひめ」はおもに地球環境の調査を行う。

アルビン

アメリカ合衆国が所有するアルビン号は、水深 4,500メートルまで潜航できる有人深海探査船である。パイロットは1名のみでオブザーバーが2名の計3名が搭乗できる。

1964年完成の古い探査船だが、耐久性に優れいまだに現役であり、これまでに数々の発見をしてきた。世界中の深海探査船の潜水時間をすべて合計してもアルビンの潜水時間に及ばない。

ミール

ミールといえばロシアがかつて所有していた宇宙ステーションが有名だが、ここで挙げるのは同名の有人深海探査船である。6,000メートルまで潜航でき、深海に沈むタイタニック号を撮影したことでも知られる。

バチスカーフ・トリエステ

スイスで設計され、1953年に進水したバチスカーフ・トリエステは深度約10,900メートルまで潜った有人潜水艇として知られている。しかし「安全に深く潜ること」に重点をおいた潜水艇だったため、のちに開発された潜水艇に比べると、持続性と汎用性の面では劣っていた。
ディープシーチャレンジャー

ディープシーチャレンジャー（英語：Deepsea Challenger、DCV 1） は、世界で最も深い海の底として知られるマリアナ海溝のチャレンジャー海淵に到達するために設計された有人深海探査艇である。2012年3月26日、カナダ人の映画監督であるジェームズ・キャメロンの操縦により最深点に到達した。